# CAヴォトゥポランゲンセ
CAヴォトゥポランゲンセ (ポルトガル語: Clube Atlético Votuporanguense)は、ブラジル・サンパウロ州ヴォトゥポランガを本拠地とするサッカークラブである。

## 歴史
2009年12月11日にアマチュアクラブとして設立。翌2010年にプロ化し、州選手権4部に参戦した。

## タイトル

### 国内タイトル
- コパ・パウリスタ : 1回
  - 2018

- カンピオナート・パウリスタ・セグンダ・ジヴィゾン : 1回
  - 2012

### 国際タイトル
なし

## 歴代所属選手
- パウリーニョ・マクラーレン 1989
- 佐野直史 1995-1996
- ウィリアン 2003
- 高橋寛太 2012
- リンコン 2014
- ジェイウソン 2016
- アルトゥール・シルバ・フェイトーザ 2017
- ジャイロ 2018